# Allodaposuchus
Allodaposuchus  é um gênero extinto de crocodilomorfo eusuchiano e um parente primitivo dos crocodilianos. Viveu durante o Cretáceo Superior (Campaniano-Maastrichtiano) na parte sul da Europa (Espanha, Roménia e França).
Restos fragmentários de  Allodaposuchus precedens foram encontrados em Valioara, na Bacia Hateg na Roménia.
These fragments were originalmente identified as Crocodilus affuvelensis Matheron, 1869, cujos ninhos têm sido encontrados na França. Ambas as espécies foram consideradas como sinônimas; todavia, o C. affuvelensis tem sido recentemente reconhecido como pertencendo ao gênero Massaliasuchus.
Mais recentemente (2006), um crânio completo de A. precedens foi descoberto na localidade Maastrichtiana de Oarda de Jos na Bacia Transilvaniana, sudoeste da Romênia, e fez derramar novas luzes sobre a filogenia do gênero.
Provavelmente cresceu para cerca de 10 pés de comprimento, dependendo de que tipo de ambiente ele morou.[carece de fontes?]

## Na cultura popular
Allodaposuchus é caracterizado no segundo episódio da série de TV Dinosaur Planet do Discovery Channel, onde foi descrito por Christian Slater como "um nome extenso para um animal de cérebro pequeno, mas totalmente destemido em batalha".